# Жмурова
Жму́рова — деревня в Черемховском районе Иркутской области России. Входит в состав Лоховского муниципального образования.

## География
Деревня находится на расстоянии примерно 9 км к западу от города Черемхово, административного центра района.

## Население
| 2002 | 2010 | 2011 | 2012 |
| ---- | ---- | ---- | ---- |
| 301  | ↘287 | ↘286 | ↗288 |

## Улицы
| - ул. Кузнечная, - ул. Озёрная, - ул. Радиотелевизионная, | - ул. Солнечная, - ул. Трактовая, - ул. Школьная. |